# Entraîneurs de football vainqueurs de coupe d'Europe
Cet article liste les palmarès des entraîneurs de football dans les différentes coupes d'Europe des clubs.
Ces différentes compétitions sont :
- La Ligue des champions (C1)
- La Coupe d'Europe des vainqueurs de coupe (C2) (aujourd'hui disparue)
- La Ligue Europa (C3)
- La Ligue Europa Conférence (C4)
- La Supercoupe de l'UEFA

## Histoire
Le tout premier entraîneur à remporter une coupe d'Europe de football est l'espagnol José Villalonga avec le Real Madrid lors de la C1 de 1956 (il est également le premier entraîneur à remporter deux compétitions européennes différentes, avec sa C1 de 1956 et la C2 de 1962).
Le premier entraîneur à avoir remporté trois coupes d'Europe différentes est l'anglais Bob Paisley avec Liverpool, avec sa C2 de 1976, une C1 en 1977 ainsi qu'une supercoupe en 1977.
Le premier entraîneur à avoir remporté quatre coupes d'Europe différentes est l'italien Giovanni Trapattoni avec la Juventus, avec sa C3 de 1977, une C2 en 1984, une supercoupe en 1984 ainsi qu'une C1 en 1985.
Un seul entraîneur a remporté dix coupes d'Europe (ce qui constitue le record actuel), à savoir l'italien Carlo Ancelotti (cinq C1 en 2003, en 2007, en 2014, en 2022 et 2024 en ainsi que cinq supercoupes en 2003, en 2007, en 2014, en 2022 et en 2024).
Seulement quatre entraîneurs français sont parvenus à remporter une coupe d'Europe, à savoir Helenio Herrera avec l'Inter (deux C1 en 1964 et en 1965), Luis Fernandez avec le Paris SG (une C2 en 1996), Gérard Houllier avec Liverpool (une C3 en 2001 ainsi qu'une supercoupe la même année) et Zinédine Zidane avec le Real Madrid (trois C1 en 2016, en 2017 et en 2018 ainsi que deux supercoupes en 2016 et en 2017).
Ce sont les entraîneurs italiens qui ont remporté le plus de coupes d'Europe (avec 43 finales remportées pour 28 finales perdues), tandis que les entraîneurs espagnols et italiens sont ceux à égalité ayant perdus le plus de finales européennes (28 défaites).
Le dernier entraîneur à avoir remporté une coupe d'Europe est l'espagnol Luis Enrique avec le Paris Saint-Germain lors de la Supercoupe de l'UEFA 2025.

## Bilan
- (Statistiques mises à jour en début de saison 2025-2026 après la Supercoupe de l'UEFA 2025.)

### Ligue des champions (C1)

#### Palmarès par entraîneur
| Rang | Entraîneur           | Victoire(s) (éditions)           | Club(s)                          | Finale(s) perdue(s) (éditions) | Club(s)                                |
| ---- | -------------------- | -------------------------------- | -------------------------------- | ------------------------------ | -------------------------------------- |
| 1    | Carlo Ancelotti      | 5 (2003, 2007, 2014, 2022, 2024) | AC Milan Real Madrid             | 1 (2005)                       | AC Milan                               |
| 2    | Pep Guardiola        | 3 (2009, 2011, 2023)             | FC Barcelone Manchester City     | 1 (2021)                       | Manchester City                        |
| 2    | Bob Paisley          | 3 (1977, 1978, 1981)             | Liverpool                        | 0                              | —                                      |
| 2    | Zinédine Zidane      | 3 (2016, 2017, 2018)             | Real Madrid                      | 0                              | —                                      |
| 3    | Miguel Muñoz         | 2 (1960, 1966)                   | Real Madrid                      | 2 (1962, 1964)                 | Real Madrid                            |
| 3    | Alex Ferguson        | 2 (1999, 2008)                   | Manchester United                | 2 (2009, 2011)                 | Manchester United                      |
| 3    | Ernst Happel         | 2 (1970, 1983)                   | Feyenoord Hambourg SV            | 1 (1978)                       | FC Bruges                              |
| 3    | Ottmar Hitzfeld      | 2 (1997, 2001)                   | Borussia Dortmund Bayern Munich  | 1 (1999)                       | Bayern Munich                          |
| 3    | Jupp Heynckes        | 2 (1998, 2013)                   | Real Madrid Bayern Munich        | 1 (2012)                       | Bayern Munich                          |
| 3    | Helenio Herrera      | 2 (1964, 1965)                   | Inter                            | 1 (1967)                       | Inter                                  |
| 3    | José Mourinho        | 2 (2004, 2010)                   | FC Porto Inter                   | 0                              | —                                      |
| 3    | José Villalonga      | 2 (1956, 1957)                   | Real Madrid                      | 0                              | —                                      |
| 3    | Luis Carniglia       | 2 (1958, 1959)                   | Real Madrid                      | 0                              | —                                      |
| 3    | Béla Guttmann        | 2 (1961, 1962)                   | Benfica                          | 0                              | —                                      |
| 3    | Nereo Rocco          | 2 (1963, 1969)                   | AC Milan                         | 0                              | —                                      |
| 3    | Ștefan Kovács        | 2 (1972, 1973)                   | Ajax Amsterdam                   | 0                              | —                                      |
| 3    | Dettmar Cramer       | 2 (1975, 1976)                   | Bayern Munich                    | 0                              | —                                      |
| 3    | Brian Clough         | 2 (1979, 1980)                   | Nottingham Forest                | 0                              | —                                      |
| 3    | Arrigo Sacchi        | 2 (1989, 1990)                   | AC Milan                         | 0                              | —                                      |
| 3    | Vicente del Bosque   | 2 (2000, 2002)                   | Real Madrid                      | 0                              | —                                      |
| 3    | Luis Enrique         | 2 (2015, 2025)                   | FC Barcelone Paris Saint-Germain | 0                              | —                                      |
| 4    | Marcello Lippi       | 1 (1996)                         | Juventus                         | 3 (1997, 1998, 2003)           | Juventus                               |
| 4    | Jürgen Klopp         | 1 (2019)                         | Liverpool                        | 3 (2013, 2018, 2022)           | Borussia Dortmund Liverpool            |
| 4    | Udo Lattek           | 1 (1974)                         | Bayern Munich                    | 2 (1977, 1987)                 | Borussia Mönchengladbach Bayern Munich |
| 4    | Fabio Capello        | 1 (1994)                         | AC Milan                         | 2 (1993, 1995)                 | AC Milan                               |
| 4    | Louis van Gaal       | 1 (1995)                         | Ajax Amsterdam                   | 2 (1996, 2010)                 | Ajax Amsterdam Bayern Munich           |
| 4    | Jock Stein           | 1 (1967)                         | Celtic                           | 1 (1970)                       | Celtic                                 |
| 4    | Rinus Michels        | 1 (1971)                         | Ajax Amsterdam                   | 1 (1969)                       | Ajax Amsterdam                         |
| 4    | Joe Fagan            | 1 (1984)                         | Liverpool                        | 1 (1985)                       | Liverpool                              |
| 4    | Giovanni Trapattoni  | 1 (1985)                         | Juventus                         | 1 (1983)                       | Juventus                               |
| 4    | Johan Cruijff        | 1 (1992)                         | FC Barcelone                     | 1 (1994)                       | FC Barcelone                           |
| 4    | Raymond Goethals     | 1 (1993)                         | Olympique de Marseille           | 1 (1991)                       | Olympique de Marseille                 |
| 4    | Rafael Benítez       | 1 (2005)                         | Liverpool                        | 1 (2007)                       | Liverpool                              |
| 4    | Thomas Tuchel        | 1 (2021)                         | Chelsea                          | 1 (2020)                       | Paris Saint-Germain                    |
| 4    | Matt Busby           | 1 (1968)                         | Manchester United                | 0                              |                                        |
| 4    | Tony Barton          | 1 (1982)                         | Aston Villa                      | 0                              |                                        |
| 4    | Emeric Jenei         | 1 (1986)                         | Steaua Bucarest                  | 0                              |                                        |
| 4    | Artur Jorge          | 1 (1987)                         | FC Porto                         | 0                              |                                        |
| 4    | Guus Hiddink         | 1 (1988)                         | PSV Eindhoven                    | 0                              |                                        |
| 4    | Ljupko Petrović      | 1 (1991)                         | Étoile rouge de Belgrade         | 0                              |                                        |
| 4    | Frank Rijkaard       | 1 (2006)                         | FC Barcelone                     | 0                              |                                        |
| 4    | Roberto Di Matteo    | 1 (2012)                         | Chelsea                          | 0                              |                                        |
| 4    | Hansi Flick          | 1 (2020)                         | Bayern Munich                    | 0                              |                                        |
| 5    | Albert Batteux       | 0                                | —                                | 2 (1956, 1959)                 | Stade de Reims                         |
| 5    | Vujadin Boškov       | 0                                | —                                | 2 (1981, 1992)                 | Real Madrid Sampdoria                  |
| 5    | Héctor Cúper         | 0                                | —                                | 2 (2000, 2001)                 | Valence                                |
| 5    | Diego Simeone        | 0                                | —                                | 2 (2014, 2016)                 | Atlético Madrid                        |
| 5    | Massimiliano Allegri | 0                                | —                                | 2 (2015, 2017)                 | Juventus                               |
| 5    | Simone Inzaghi       | 0                                | —                                | 2 (2023, 2025)                 | Inter                                  |
| 5    | Fulvio Bernardini    | 0                                | —                                | 1 (1957)                       | Fiorentina                             |
| 5    | Gipo Viani           | 0                                | —                                | 1 (1958)                       | AC Milan                               |
| 5    | Paul Oßwald          | 0                                | —                                | 1 (1960)                       | Eintracht Francfort                    |
| 5    | Enrique Orizaola     | 0                                | —                                | 1 (1961)                       | FC Barcelone                           |
| 5    | Fernando Riera       | 0                                | —                                | 1 (1963)                       | Benfica                                |
| 5    | Alexander Schwartz   | 0                                | —                                | 1 (1965)                       | Benfica                                |
| 5    | Abdullah Gegiç       | 0                                | —                                | 1 (1966)                       | Partizan Belgrade                      |
| 5    | Otto Glória          | 0                                | —                                | 1 (1968)                       | Benfica                                |
| 5    | Ferenc Puskás        | 0                                | —                                | 1 (1971)                       | Panathinaïkos                          |
| 5    | Giovanni Invernizzi  | 0                                | —                                | 1 (1972)                       | Inter                                  |
| 5    | Čestmír Vycpálek     | 0                                | —                                | 1 (1973)                       | Juventus                               |
| 5    | Juan Carlos Lorenzo  | 0                                | —                                | 1 (1974)                       | Atlético Madrid                        |
| 5    | Jimmy Armfield       | 0                                | —                                | 1 (1975)                       | Leeds United                           |
| 5    | Robert Herbin        | 0                                | —                                | 1 (1976)                       | Saint-Étienne                          |
| 5    | Bob Houghton         | 0                                | —                                | 1 (1979)                       | Malmö FF                               |
| 5    | Branko Zebec         | 0                                | —                                | 1 (1980)                       | Hambourg SV                            |
| 5    | Pál Csernai          | 0                                | —                                | 1 (1982)                       | Bayern Munich                          |
| 5    | Nils Liedholm        | 0                                | —                                | 1 (1984)                       | AS Rome                                |
| 5    | Terry Venables       | 0                                | —                                | 1 (1986)                       | FC Barcelone                           |
| 5    | Toni                 | 0                                | —                                | 1 (1988)                       | Benfica                                |
| 5    | Anghel Iordănescu    | 0                                | —                                | 1 (1989)                       | Steaua Bucarest                        |
| 5    | Sven-Göran Eriksson  | 0                                | —                                | 1 (1990)                       | Benfica                                |
| 5    | Klaus Toppmöller     | 0                                | —                                | 1 (2002)                       | Bayer Leverkusen                       |
| 5    | Didier Deschamps     | 0                                | —                                | 1 (2004)                       | AS Monaco                              |
| 5    | Arsène Wenger        | 0                                | —                                | 1 (2006)                       | Arsenal                                |
| 5    | Avraham Grant        | 0                                | —                                | 1 (2008)                       | Chelsea                                |
| 5    | Mauricio Pochettino  | 0                                | —                                | 1 (2019)                       | Tottenham Hotspur                      |
| 5    | Edin Terzić          | 0                                | —                                | 1 (2024)                       | Borussia Dortmund                      |

#### Palmarès par nations des entraîneurs
| Rang | Pays               | Victoire(s) (éditions)                                                            | Entraîneur(s) vainqueur(s)                                                                                         | Finale(s) perdue(s) (éditions)                                                          | Entraîneur(s) vaincu(s) |
| ---- | ------------------ | --------------------------------------------------------------------------------- | --- | --------------------------------------------------------------------------------------- | --- |
| 1    | Italie             | 13 (1962, 1969, 1985, 1989, 1990, 1994, 1996, 2003, 2007, 2012, 2014, 2022, 2024) | Carlo Ancelotti, Fabio Capello, Roberto Di Matteo, Marcello Lippi, Nereo Rocco, Arrigo Sacchi, Giovanni Trapattoni | 14 (1957, 1958, 1972, 1983, 1993, 1995, 1997, 1998, 2003, 2005, 2015, 2017, 2023, 2025) | Massimiliano Allegri, Carlo Ancelotti, Fulvio Bernardini, Fabio Capello, Giovanni Invernizzi, Simone Inzaghi, Marcello Lippi, Giovanni Trapattoni, Gipo Viani |
| 2    | Espagne            | 12 (1956, 1957, 1960, 1966, 2000, 2002, 2005, 2009, 2011, 2015, 2023, 2025)       | Rafael Benítez, Vicente del Bosque, Luis Enrique, Pep Guardiola, Miguel Muñoz, José Villalonga                     | 5 (1961, 1962, 1964, 2007, 2021)                                                        | Rafael Benítez, Pep Guardiola, Miguel Muñoz, Enrique Orizaola                                                                                                 |
| 3    | Allemagne          | 10 (1974, 1975, 1976, 1997, 1998, 2001, 2013, 2019, 2020, 2021)                   | Dettmar Cramer, Hansi Flick, Jupp Heynckes, Ottmar Hitzfeld, Jürgen Klopp, Udo Lattek, Thomas Tuchel               | 11 (1960, 1977, 1987, 1999, 2002, 2012, 2013, 2018, 2020, 2022, 2024)                   | Jupp Heynckes, Ottmar Hitzfeld, Jürgen Klopp, Udo Lattek, Paul Oßwald, Edin Terzić, Klaus Toppmöller, Thomas Tuchel                                           |
| 4    | Angleterre         | 7 (1977, 1978, 1979, 1980, 1981, 1982, 1984)                                      | Tony Barton, Brian Clough, Joe Fagan, Bob Paisley                                                                  | 4 (1975, 1979, 1985, 1986)                                                              | Jimmy Armfield, Joe Fagan, Bob Houghton, Terry Venables |
| 5    | France             | 5 (1964, 1965, 2016, 2017, 2018)                                                  | Helenio Herrera, Zinédine Zidane                                                                                   | 6 (1956, 1959, 1967, 1976, 2004, 2006)                                                  | Albert Batteux, Didier Deschamps, Robert Herbin, Helenio Herrera, Arsène Wenger                                                                               |
| 6    | Pays-Bas           | 5 (1971, 1988, 1992, 1995, 2006)                                                  | Johan Cruijff, Guus Hiddink, Rinus Michels, Frank Rijkaard, Louis van Gaal                                         | 4 (1969, 1994, 1996, 2010)                                                              | Johan Cruijff, Rinus Michels, Louis van Gaal |
| 7    | Écosse             | 4 (1967, 1968, 1999, 2008)                                                        | Matt Busby, Alex Ferguson, Jock Stein                                                                              | 3 (1970, 2009, 2011)                                                                    | Alex Ferguson, Jock Stein |
| 8    | Roumanie           | 3 (1972, 1973, 1986)                                                              | Ștefan Kovács, Emeric Jenei                                                                                        | 2 (1965, 1989)                                                                          | Alexander Schwartz, Anghel Iordănescu |
| 9    | Portugal           | 3 (1987, 2004, 2010)                                                              | Artur Jorge, José Mourinho                                                                                         | 1 (1988)                                                                                | Toni |
| 10   | Argentine          | 2 (1958, 1959)                                                                    | Luis Carniglia | 6 (1974, 2000, 2001, 2014, 2016, 2019)                                                  | Héctor Cúper, Juan Carlos Lorenzo, Mauricio Pochettino, Diego Simeone                                                                                         |
| 11   | Hongrie            | 2 (1961, 1962)                                                                    | Béla Guttmann | 2 (1971, 1982)                                                                          | Pál Csernai, Ferenc Puskás |
| 12   | Autriche           | 2 (1970, 1983)                                                                    | Ernst Happel | 1 (1978)                                                                                | Ernst Happel |
| 13   | Serbie             | 1 (1991)                                                                          | Ljupko Petrović | 2 (1981, 1992)                                                                          | Vujadin Boškov |
| 14   | Belgique           | 1 (1993)                                                                          | Raymond Goethals                                                                                                   | 1 (1991)                                                                                | Raymond Goethals |
| 15   | Suède              | 0                                                                                 | — | 2 (1984, 1990)                                                                          | Sven-Göran Eriksson, Nils Liedholm |
| 16   | Chili              | 0                                                                                 | — | 1 (1963)                                                                                | Fernando Riera |
| 16   | Bosnie-Herzégovine | 0                                                                                 | — | 1 (1966)                                                                                | Abdullah Gegiç |
| 16   | Brésil             | 0                                                                                 | — | 1 (1968)                                                                                | Otto Glória |
| 16   | Tchéquie           | 0                                                                                 | — | 1 (1973)                                                                                | Čestmír Vycpálek |
| 16   | Croatie            | 0                                                                                 | — | 1 (1980)                                                                                | Branko Zebec |
| 16   | Israël             | 0                                                                                 | — | 1 (2008)                                                                                | Avraham Grant |
| —    | Yougoslavie        | 1 (1991)                                                                          | Ljupko Petrović | 4 (1966, 1980, 1981, 1992)                                                              | Vujadin Boškov, Abdullah Gegiç, Branko Zebec |
| —    | Tchécoslovaquie    | 0                                                                                 | — | 1 (1973)                                                                                | Čestmír Vycpálek |

### Coupe d'Europe des vainqueurs de coupe (C2)

#### Palmarès par entraîneur
| Rang | Entraîneur              | Victoire(s) (éditions) | Club(s)                     | Finale(s) perdue(s) (éditions) | Club(s)                      |
| ---- | ----------------------- | ---------------------- | --------------------------- | ------------------------------ | ---------------------------- |
| 1    | Johan Cruijff           | 2 (1987, 1989)         | Ajax Amsterdam FC Barcelone | 1 (1991)                       | FC Barcelone                 |
| 1    | Nereo Rocco             | 2 (1968, 1973)         | AC Milan                    | 0                              | —                            |
| 1    | Valeri Lobanovski       | 2 (1975, 1986)         | Dynamo Kiev                 | 0                              | —                            |
| 1    | Alex Ferguson           | 2 (1983, 1991)         | Aberdeen Manchester United  | 0                              | —                            |
| 2    | Raymond Goethals        | 1 (1978)               | Anderlecht                  | 2 (1977, 1982)                 | Anderlecht Standard de Liège |
| 2    | Alfredo Di Stéfano      | 1 (1980)               | Valence                     | 1 (1983)                       | Real Madrid                  |
| 2    | Aad de Mos              | 1 (1988)               | FC Malines                  | 1 (1990)                       | Anderlecht                   |
| 2    | Vujadin Boškov          | 1 (1990)               | Sampdoria                   | 1 (1989)                       | Sampdoria                    |
| 2    | Nevio Scala             | 1 (1993)               | Parme                       | 1 (1994)                       | Parme                        |
| 2    | Nándor Hidegkuti        | 1 (1961)               | Fiorentina                  | 0                              | —                            |
| 2    | José Villalonga         | 1 (1962)               | Atlético Madrid             | 0                              | —                            |
| 2    | Bill Nicholson          | 1 (1963)               | Tottenham Hotspur           | 0                              | —                            |
| 2    | Anselmo Fernandez       | 1 (1964)               | Sporting                    | 0                              | —                            |
| 2    | Ron Greenwood           | 1 (1965)               | West Ham United             | 0                              | —                            |
| 2    | Willi Multhaup          | 1 (1966)               | Borussia Dortmund           | 0                              | —                            |
| 2    | Zlatko Čajkovski        | 1 (1967)               | Bayern Munich               | 0                              | —                            |
| 2    | Michal Vičan            | 1 (1969)               | Slovan Bratislava           | 0                              | —                            |
| 2    | Joe Mercer              | 1 (1970)               | Manchester City             | 0                              | —                            |
| 2    | Dave Sexton             | 1 (1971)               | Chelsea                     | 0                              | —                            |
| 2    | William Waddell         | 1 (1972)               | Rangers                     | 0                              | —                            |
| 2    | Heinz Krügel            | 1 (1974)               | FC Magdebourg               | 0                              | —                            |
| 2    | Hans Croon              | 1 (1976)               | Anderlecht                  | 0                              | —                            |
| 2    | Kuno Klötzer            | 1 (1977)               | Hambourg SV                 | 0                              | —                            |
| 2    | Joaquim Rifé            | 1 (1979)               | FC Barcelone                | 0                              | —                            |
| 2    | Nodar Akhalkatsi        | 1 (1981)               | Dinamo Tbilissi             | 0                              | —                            |
| 2    | Udo Lattek              | 1 (1982)               | FC Barcelone                | 0                              | —                            |
| 2    | Giovanni Trapattoni     | 1 (1984)               | Juventus                    | 0                              | —                            |
| 2    | Howard Kendall          | 1 (1985)               | Everton                     | 0                              | —                            |
| 2    | Otto Rehhagel           | 1 (1992)               | Werder Brême                | 0                              | —                            |
| 2    | George Graham           | 1 (1994)               | Arsenal                     | 0                              | —                            |
| 2    | Víctor Fernández        | 1 (1995)               | Real Saragosse              | 0                              | —                            |
| 2    | Luis Fernandez          | 1 (1996)               | Paris Saint-Germain         | 0                              | —                            |
| 2    | Bobby Robson            | 1 (1997)               | FC Barcelone                | 0                              | —                            |
| 2    | Gianluca Vialli         | 1 (1998)               | Chelsea                     | 0                              | —                            |
| 2    | Sven-Göran Eriksson     | 1 (1999)               | Lazio                       | 0                              | —                            |
| 3    | Scot Symon              | 0                      | —                           | 2 (1961, 1967)                 | Rangers                      |
| 3    | Ferruccio Valcareggi    | 0                      | —                           | 1 (1962)                       | Fiorentina                   |
| 3    | Sabino Barinaga         | 0                      | —                           | 1 (1963)                       | Atlético Madrid              |
| 3    | Béla Volentik           | 0                      | —                           | 1 (1964)                       | MTK Budapest                 |
| 3    | Max Merkel              | 0                      | —                           | 1 (1965)                       | Munich 1860                  |
| 3    | Bill Shankly            | 0                      | —                           | 1 (1966)                       | Liverpool                    |
| 3    | Kurt Koch               | 0                      | —                           | 1 (1968)                       | Hambourg SV                  |
| 3    | Salvador Artigas        | 0                      | —                           | 1 (1969)                       | FC Barcelone                 |
| 3    | Michał Matyas           | 0                      | —                           | 1 (1970)                       | Górnik Zabrze                |
| 3    | Miguel Muñoz            | 0                      | —                           | 1 (1971)                       | Real Madrid                  |
| 3    | Konstantin Beskov       | 0                      | —                           | 1 (1972)                       | Dynamo Moscou                |
| 3    | Don Revie               | 0                      | —                           | 1 (1973)                       | Leeds United                 |
| 3    | Giovanni Trapattoni     | 0                      | —                           | 1 (1974)                       | AC Milan                     |
| 3    | Jenő Dalnoki            | 0                      | —                           | 1 (1975)                       | Ferencváros                  |
| 3    | John Lyall              | 0                      | —                           | 1 (1976)                       | West Ham United              |
| 3    | Hermann Stessl          | 0                      | —                           | 1 (1978)                       | Austria Vienne               |
| 3    | Hans-Dieter Tippenhauer | 0                      | —                           | 1 (1979)                       | Fortuna Düsseldorf           |
| 3    | Terry Neill             | 0                      | —                           | 1 (1980)                       | Arsenal                      |
| 3    | Hans Meyer              | 0                      | —                           | 1 (1981)                       | Carl Zeiss Iéna              |
| 3    | António Morais          | 0                      | —                           | 1 (1984)                       | FC Porto                     |
| 3    | Otto Barić              | 0                      | —                           | 1 (1985)                       | Rapid Vienne                 |
| 3    | Luis Aragonés           | 0                      | —                           | 1 (1986)                       | Atlético Madrid              |
| 3    | Hans-Ulrich Thomale     | 0                      | —                           | 1 (1987)                       | Lokomotive Leipzig           |
| 3    | Barry Hulshoff          | 0                      | —                           | 1 (1988)                       | Ajax Amsterdam               |
| 3    | Arsène Wenger           | 0                      | —                           | 1 (1992)                       | AS Monaco                    |
| 3    | Walter Meeuws           | 0                      | —                           | 1 (1993)                       | Royal Antwerp                |
| 3    | Stewart Houston         | 0                      | —                           | 1 (1995)                       | Arsenal                      |
| 3    | Ernst Dokupil           | 0                      | —                           | 1 (1996)                       | Rapid Vienne                 |
| 3    | Ricardo Gomes           | 0                      | —                           | 1 (1997)                       | Paris Saint-Germain          |
| 3    | Joachim Löw             | 0                      | —                           | 1 (1998)                       | VfB Stuttgart                |
| 3    | Héctor Cúper            | 0                      | —                           | 1 (1999)                       | RCD Majorque                 |

#### Palmarès par nations des entraîneurs
| Rang | Pays             | Victoire(s) (éditions)                 | Entraîneur(s) vainqueur(s)                                                           | Finale(s) perdue(s) (éditions)   | Entraîneur(s) vaincu(s)                                                            |
| ---- | ---------------- | -------------------------------------- | ------------------------------------------------------------------------------------ | -------------------------------- | ---------------------------------------------------------------------------------- |
| 1    | Angleterre       | 6 (1963, 1965, 1970, 1971, 1985, 1997) | Ron Greenwood, Howard Kendall, Joe Mercer, Bill Nicholson, Bobby Robson, Dave Sexton | 2 (1973, 1976)                   | John Lyall, Don Revie                                                              |
| 2    | Allemagne        | 5 (1966, 1974, 1977, 1982, 1992)       | Kuno Klötzer, Heinz Krügel, Udo Lattek, Willi Multhaup, Otto Rehhagel                | 5 (1968, 1979, 1981, 1987, 1998) | Kurt Koch, Joachim Löw, Hans Meyer, Hans-Dieter Tippenhauer, Hans-Ulrich Thomale   |
| 3    | Italie           | 5 (1968, 1973, 1984, 1993, 1998)       | Nereo Rocco, Nevio Scala, Giovanni Trapattoni, Gianluca Vialli                       | 3 (1962, 1974, 1994)             | Nevio Scala, Giovanni Trapattoni, Ferruccio Valcareggi                             |
| 4    | Espagne          | 4 (1962, 1979, 1980, 1995)             | Alfredo Di Stéfano, Víctor Fernández, Joaquim Rifé, José Villalonga                  | 5 (1963, 1969, 1971, 1983, 1986) | Luis Aragonés, Salvador Artigas, Sabino Barinaga, Alfredo Di Stéfano, Miguel Muñoz |
| 5    | Écosse           | 4 (1972, 1983, 1991, 1994)             | Alex Ferguson, George Graham, William Waddell                                        | 4 (1961, 1966, 1967, 1995)       | Stewart Houston, Bill Shankly, Scot Symon                                          |
| 6    | Pays-Bas         | 4 (1976, 1987, 1988, 1989)             | Hans Croon, Aad de Mos, Johan Cruijff                                                | 3 (1988, 1990, 1991)             | Johan Cruijff, Aad de Mos, Barry Hulshoff                                          |
| 7    | Ukraine          | 2 (1975, 1986)                         | Valeri Lobanovski                                                                    | 0                                | —                                                                                  |
| 8    | Belgique         | 1 (1978)                               | Raymond Goethals                                                                     | 3 (1977, 1982, 1993)             | Raymond Goethals, Walter Meeuws                                                    |
| 9    | Hongrie          | 1 (1961)                               | Nándor Hidegkuti                                                                     | 2 (1964, 1975)                   | Jenő Dalnoki, Béla Volentik                                                        |
| 10   | Portugal         | 1 (1964)                               | Anselmo Fernandez                                                                    | 1 (1984)                         | António Morais                                                                     |
| 10   | Serbie           | 1 (1990)                               | Vujadin Boškov                                                                       | 1 (1989)                         | Vujadin Boškov                                                                     |
| 10   | France           | 1 (1996)                               | Luis Fernandez                                                                       | 1 (1992)                         | Arsène Wenger                                                                      |
| 13   | Croatie          | 1 (1967)                               | Zlatko Čajkovski                                                                     | 0                                | —                                                                                  |
| 13   | Slovaquie        | 1 (1969)                               | Michal Vičan                                                                         | 0                                | —                                                                                  |
| 13   | Géorgie          | 1 (1981)                               | Nodar Akhalkatsi                                                                     | 0                                | —                                                                                  |
| 13   | Suède            | 1 (1999)                               | Sven-Göran Eriksson                                                                  | 0                                | —                                                                                  |
| 17   | Autriche         | 0                                      | —                                                                                    | 4 (1965, 1978, 1985, 1996)       | Otto Barić, Ernst Dokupil, Max Merkel, Hermann Stessl                              |
| 18   | Pologne          | 0                                      | —                                                                                    | 1 (1970)                         | Michał Matyas                                                                      |
| 18   | Russie           | 0                                      | —                                                                                    | 1 (1972)                         | Konstantin Beskov                                                                  |
| 18   | Irlande du Nord  | 0                                      | —                                                                                    | 1 (1980)                         | Terry Neill                                                                        |
| 18   | Brésil           | 0                                      | —                                                                                    | 1 (1997)                         | Ricardo Gomes                                                                      |
| 18   | Argentine        | 0                                      | —                                                                                    | 1 (1999)                         | Héctor Cúper                                                                       |
| —    | Union soviétique | 3 (1975, 1981, 1986)                   | Nodar Akhalkatsi, Valeri Lobanovski                                                  | 1 (1972)                         | Konstantin Beskov                                                                  |
| —    | Yougoslavie      | 2 (1967, 1990)                         | Vujadin Boškov, Zlatko Čajkovski                                                     | 1 (1989)                         | Vujadin Boškov                                                                     |
| —    | Tchécoslovaquie  | 1 (1969)                               | Michal Vičan                                                                         | 0                                | —                                                                                  |

### Ligue Europa (C3)

#### Palmarès par entraîneur
| Rang | Entraîneur               | Victoire(s) (éditions)     | Club(s)                    | Finale(s) perdue(s) (éditions) | Club(s)                  |
| ---- | ------------------------ | -------------------------- | -------------------------- | ------------------------------ | ------------------------ |
| 1    | Unai Emery               | 4 (2014, 2015, 2016, 2021) | Séville FC Villarreal      | 1 (2019)                       | Arsenal                  |
| 2    | Giovanni Trapattoni      | 3 (1977, 1991, 1993)       | Juventus Inter             | 0                              | —                        |
| 3    | José Mourinho            | 2 (2003, 2017)             | FC Porto Manchester United | 1 (2023)                       | AS Rome                  |
| 3    | Rafael Benítez           | 2 (2004, 2013)             | Valence Chelsea            | 0                              | —                        |
| 3    | Luis Molowny             | 2 (1985, 1986)             | Real Madrid                | 0                              | —                        |
| 3    | Juande Ramos             | 2 (2006, 2007)             | Séville FC                 | 0                              | —                        |
| 3    | Diego Simeone            | 2 (2012, 2018)             | Atlético Madrid            | 0                              | —                        |
| 4    | Sven-Göran Eriksson      | 1 (1982)                   | IFK Göteborg               | 2 (1983, 1998)                 | Benfica Lazio            |
| 4    | Bill Nicholson           | 1 (1972)                   | Tottenham Hotspur          | 1 (1974)                       | Tottenham Hotspur        |
| 4    | Hennes Weisweiler        | 1 (1975)                   | Borussia Mönchengladbach   | 1 (1973)                       | Borussia Mönchengladbach |
| 4    | Paul Van Himst           | 1 (1983)                   | Anderlecht                 | 1 (1984)                       | Anderlecht               |
| 4    | Ottavio Bianchi          | 1 (1989)                   | SSC Naples                 | 1 (1991)                       | AS Rome                  |
| 4    | Bill Shankly             | 1 (1973)                   | Liverpool                  | 0                              | —                        |
| 4    | Wiel Coerver             | 1 (1974)                   | Feyenoord                  | 0                              | —                        |
| 4    | Bob Paisley              | 1 (1976)                   | Liverpool                  | 0                              | —                        |
| 4    | Kees Rijvers             | 1 (1978)                   | PSV Eindhoven              | 0                              | —                        |
| 4    | Udo Lattek               | 1 (1979)                   | Borussia Mönchengladbach   | 0                              | —                        |
| 4    | Friedel Rausch           | 1 (1980)                   | Eintracht Francfort        | 0                              | —                        |
| 4    | Bobby Robson             | 1 (1981)                   | Ipswich Town               | 0                              | —                        |
| 4    | Keith Burkinshaw         | 1 (1984)                   | Tottenham Hotspur          | 0                              | —                        |
| 4    | Gunder Bengtsson         | 1 (1987)                   | IFK Göteborg               | 0                              | —                        |
| 4    | Erich Ribbeck            | 1 (1988)                   | Bayer Leverkusen           | 0                              | —                        |
| 4    | Dino Zoff                | 1 (1990)                   | Juventus                   | 0                              | —                        |
| 4    | Louis van Gaal           | 1 (1992)                   | Ajax Amsterdam             | 0                              | —                        |
| 4    | Giampiero Marini         | 1 (1994)                   | Inter                      | 0                              | —                        |
| 4    | Nevio Scala              | 1 (1995)                   | Parme                      | 0                              | —                        |
| 4    | Franz Beckenbauer        | 1 (1996)                   | Bayern Munich              | 0                              | —                        |
| 4    | Huub Stevens             | 1 (1997)                   | Schalke 04                 | 0                              | —                        |
| 4    | Luigi Simoni             | 1 (1998)                   | Inter                      | 0                              | —                        |
| 4    | Alberto Malesani         | 1 (1999)                   | Parme                      | 0                              | —                        |
| 4    | Fatih Terim              | 1 (2000)                   | Galatasaray                | 0                              | —                        |
| 4    | Gérard Houllier          | 1 (2001)                   | Liverpool                  | 0                              | —                        |
| 4    | Bert van Marwijk         | 1 (2002)                   | Feyenoord                  | 0                              | —                        |
| 4    | Valeri Gazzaev           | 1 (2005)                   | CSKA Moscou                | 0                              | —                        |
| 4    | Dick Advocaat            | 1 (2008)                   | Zénith Saint-Pétersbourg   | 0                              | —                        |
| 4    | Mircea Lucescu           | 1 (2009)                   | Chakhtar Donetsk           | 0                              | —                        |
| 4    | Quique Flores            | 1 (2010)                   | Atlético Madrid            | 0                              | —                        |
| 4    | André Villas-Boas        | 1 (2011)                   | FC Porto                   | 0                              | —                        |
| 4    | Maurizio Sarri           | 1 (2019)                   | Chelsea                    | 0                              | —                        |
| 4    | Julen Lopetegui          | 1 (2020)                   | Séville FC                 | 0                              | —                        |
| 4    | Oliver Glasner           | 1 (2022)                   | Eintracht Francfort        | 0                              | —                        |
| 4    | José Luis Mendilibar     | 1 (2023)                   | Séville FC                 | 0                              | —                        |
| 4    | Gian Piero Gasperini     | 1 (2024)                   | Atalanta                   | 0                              | —                        |
| 4    | Ange Postecoglou         | 1 (2025)                   | Tottenham Hotspur          | 0                              | —                        |
| 5    | Ernst Happel             | 0                          | —                          | 2 (1976, 1982)                 | FC Bruges Hambourg SV    |
| 5    | Georg Kessler            | 0                          | —                          | 2 (1981, 1986)                 | AZ Alkmaar FC Cologne    |
| 5    | Roy Hodgson              | 0                          | —                          | 2 (1997, 2010)                 | Inter Fulham             |
| 5    | Jorge Jesus              | 0                          | —                          | 2 (2013, 2014)                 | Benfica                  |
| 5    | Bill McGarry             | 0                          | —                          | 1 (1972)                       | Wolverhampton Wanderers  |
| 5    | Antoine Kohn             | 0                          | —                          | 1 (1975)                       | FC Twente                |
| 5    | Koldo Aguirre            | 0                          | —                          | 1 (1977)                       | Athletic Bilbao          |
| 5    | Pierre Cahuzac           | 0                          | —                          | 1 (1978)                       | SC Bastia                |
| 5    | Branko Stanković         | 0                          | —                          | 1 (1979)                       | Étoile rouge de Belgrade |
| 5    | Jupp Heynckes            | 0                          | —                          | 1 (1980)                       | Borussia Mönchengladbach |
| 5    | Ferenc Kovács            | 0                          | —                          | 1 (1985)                       | Videoton                 |
| 5    | Jim McLean               | 0                          | —                          | 1 (1987)                       | Dundee United            |
| 5    | Javier Clemente          | 0                          | —                          | 1 (1988)                       | Espanyol Barcelone       |
| 5    | Arie Haan                | 0                          | —                          | 1 (1989)                       | VfB Stuttgart            |
| 5    | Francesco Graziani       | 0                          | —                          | 1 (1990)                       | Fiorentina               |
| 5    | Emiliano Mondonico       | 0                          | —                          | 1 (1992)                       | Torino                   |
| 5    | Ottmar Hitzfeld          | 0                          | —                          | 1 (1993)                       | Borussia Dortmund        |
| 5    | Otto Barić               | 0                          | —                          | 1 (1994)                       | Austria Salzbourg        |
| 5    | Marcello Lippi           | 0                          | —                          | 1 (1995)                       | Juventus                 |
| 5    | Gernot Rohr              | 0                          | —                          | 1 (1996)                       | Girondins de Bordeaux    |
| 5    | Rolland Courbis          | 0                          | —                          | 1 (1999)                       | Olympique de Marseille   |
| 5    | Arsène Wenger            | 0                          | —                          | 1 (2000)                       | Arsenal                  |
| 5    | Mané                     | 0                          | —                          | 1 (2001)                       | Deportivo Alavés         |
| 5    | Matthias Sammer          | 0                          | —                          | 1 (2002)                       | Borussia Dortmund        |
| 5    | Martin O'Neill           | 0                          | —                          | 1 (2003)                       | Celtic                   |
| 5    | José Anigo               | 0                          | —                          | 1 (2004)                       | Olympique de Marseille   |
| 5    | José Peseiro             | 0                          | —                          | 1 (2005)                       | Sporting                 |
| 5    | Steve McClaren           | 0                          | —                          | 1 (2006)                       | Middlesbrough            |
| 5    | Ernesto Valverde         | 0                          | —                          | 1 (2007)                       | Espanyol Barcelone       |
| 5    | Walter Smith             | 0                          | —                          | 1 (2008)                       | Rangers                  |
| 5    | Thomas Schaaf            | 0                          | —                          | 1 (2009)                       | Werder Brême             |
| 5    | Domingos Paciência       | 0                          | —                          | 1 (2011)                       | Sporting Braga           |
| 5    | Marcelo Bielsa           | 0                          | —                          | 1 (2012)                       | Athletic Bilbao          |
| 5    | Myron Markevych          | 0                          | —                          | 1 (2015)                       | Dnipro Dnipropetrovsk    |
| 5    | Jürgen Klopp             | 0                          | —                          | 1 (2016)                       | Liverpool                |
| 5    | Peter Bosz               | 0                          | —                          | 1 (2017)                       | Ajax Amsterdam           |
| 5    | Rudi Garcia              | 0                          | —                          | 1 (2018)                       | Olympique de Marseille   |
| 5    | Antonio Conte            | 0                          | —                          | 1 (2020)                       | Inter                    |
| 5    | Ole Gunnar Solskjær      | 0                          | —                          | 1 (2021)                       | Manchester United        |
| 5    | Giovanni van Bronckhorst | 0                          | —                          | 1 (2022)                       | Rangers                  |
| 5    | Xabi Alonso              | 0                          | —                          | 1 (2024)                       | Bayer Leverkusen         |
| 5    | Rúben Amorim             | 0                          | —                          | 1 (2025)                       | Manchester United        |

#### Palmarès par nations des entraîneurs
| Rang | Pays            | Victoire(s) (éditions)                                                            | Entraîneur(s) vainqueur(s) | Finale(s) perdue(s) (éditions)                           | Entraîneur(s) vaincu(s) |
| ---- | --------------- | --------------------------------------------------------------------------------- | --- | -------------------------------------------------------- | --- |
| 1    | Espagne         | 13 (1985, 1986, 2004, 2006, 2007, 2010, 2013, 2014, 2015, 2016, 2020, 2021, 2023) | Rafael Benítez, Unai Emery, Quique Flores, Julen Lopetegui, Luis Molowny, Juande Ramos, José Luis Mendilibar                                         | 6 (1977, 1988, 2001, 2007, 2019, 2024)                   | Koldo Aguirre, Xabi Alonso, Javier Clemente, Unai Emery, Mané, Ernesto Valverde                                             |
| 2    | Italie          | 11 (1977, 1989, 1990, 1991, 1993, 1994, 1995, 1998, 1999, 2019, 2024)             | Ottavio Bianchi, Gian Piero Gasperini, Alberto Malesani, Giampiero Marini, Maurizio Sarri, Nevio Scala, Luigi Simoni, Giovanni Trapattoni, Dino Zoff | 5 (1990, 1991, 1992, 1995, 2020)                         | Ottavio Bianchi, Antonio Conte, Francesco Graziani, Marcello Lippi, Emiliano Mondonico                                      |
| 3    | Pays-Bas        | 6 (1974, 1978, 1992, 1997, 2002, 2008)                                            | Dick Advocaat, Wiel Coerver, Kees Rijvers, Huub Stevens, Louis van Gaal, Bert van Marwijk                                                            | 3 (1989, 2017, 2022)                                     | Peter Bosz, Arie Haan, Giovanni van Bronckhorst                                                                             |
| 4    | Allemagne       | 5 (1975, 1979, 1980, 1988, 1996)                                                  | Franz Beckenbauer, Udo Lattek, Friedel Rausch, Erich Ribbeck, Hennes Weisweiler                                                                      | 9 (1973, 1980, 1981, 1986, 1993, 1996, 2002, 2009, 2016) | Jupp Heynckes, Ottmar Hitzfeld, Georg Kessler, Jürgen Klopp, Gernot Rohr, Matthias Sammer, Thomas Schaaf, Hennes Weisweiler |
| 5    | Angleterre      | 4 (1972, 1976, 1981, 1984)                                                        | Keith Burkinshaw, Bill Nicholson, Bob Paisley, Bobby Robson                                                                                          | 5 (1972, 1974, 1997, 2006, 2010)                         | Roy Hodgson, Bill McGarry, Steve McClaren, Bill Nicholson                                                                   |
| 6    | Portugal        | 3 (2003, 2011, 2017)                                                              | José Mourinho, André Villas-Boas | 6 (2005, 2011, 2013, 2014, 2023, 2025)                   | Jorge Jesus, Domingos Paciência, José Peseiro, José Mourinho, Rúben Amorim                                                  |
| 7    | Suède           | 2 (1982, 1987)                                                                    | Gunder Bengtsson, Sven-Göran Eriksson | 2 (1983, 1998)                                           | Sven-Göran Eriksson |
| 8    | Argentine       | 2 (2012, 2018)                                                                    | Diego Simeone | 1 (2012)                                                 | Marcelo Bielsa |
| 9    | France          | 1 (2001)                                                                          | Gérard Houllier | 5 (1978, 1999, 2000, 2004, 2018)                         | José Anigo, Pierre Cahuzac, Rolland Courbis, Rudi Garcia, Arsène Wenger                                                     |
| 10   | Autriche        | 1 (2022)                                                                          | Oliver Glasner | 3 (1976, 1982, 1994)                                     | Otto Barić, Ernst Happel |
| 11   | Écosse          | 1 (1973)                                                                          | Bill Shankly | 2 (1987, 2008)                                           | Jim McLean, Walter Smith |
| 12   | Belgique        | 1 (1983)                                                                          | Paul Van Himst (1984) | 1                                                        | Paul Van Himst |
| 13   | Turquie         | 1 (2000)                                                                          | Fatih Terim | 0                                                        | — |
| 13   | Russie          | 1 (2005)                                                                          | Valeri Gazzaev | 0                                                        | — |
| 13   | Roumanie        | 1 (2009)                                                                          | Mircea Lucescu | 0                                                        | — |
| 13   | Australie       | 1 (2025)                                                                          | Ange Postecoglou | 0                                                        | — |
| 17   | Luxembourg      | 0                                                                                 | — | 1 (1975)                                                 | Antoine Kohn |
| 17   | Serbie          | 0                                                                                 | — | 1 (1979)                                                 | Branko Stanković |
| 17   | Hongrie         | 0                                                                                 | — | 1 (1985)                                                 | Ferenc Kovács |
| 17   | Irlande du Nord | 0                                                                                 | — | 1 (2012)                                                 | Martin O'Neill |
| 17   | Ukraine         | 0                                                                                 | — | 1 (2015)                                                 | Myron Markevych |
| 17   | Norvège         | 0                                                                                 | — | 1 (2021)                                                 | Ole Gunnar Solskjær |
| —    | Yougoslavie     | 0                                                                                 | — | 1 (1979)                                                 | Branko Stanković |

### Ligue Europa Conférence (C4)

#### Palmarès par entraîneur
| Rang | Entraîneur           | Victoire(s) (éditions) | Club(s)         | Finale(s) perdue(s) (éditions) | Club(s)    |
| ---- | -------------------- | ---------------------- | --------------- | ------------------------------ | ---------- |
| 1    | José Mourinho        | 1 (2022)               | AS Rome         | 0                              | —          |
| 1    | David Moyes          | 1 (2023)               | West Ham United | 0                              | —          |
| 1    | José Luis Mendilibar | 1 (2024)               | Olympiakós      | 0                              | —          |
| 1    | Enzo Maresca         | 1 (2025)               | Chelsea FC      | 0                              | —          |
| 2    | Vincenzo Italiano    | 0                      | —               | 2 (2023, 2024)                 | Fiorentina |
| 2    | Arne Slot            | 0                      | —               | 1 (2022)                       | Feyenoord  |
| 2    | Manuel Pellegrini    | 0                      | —               | 1 (2025)                       | Real Betis |

#### Palmarès par nations des entraîneurs
| Rang | Pays     | Victoire(s) (éditions) | Entraîneur(s) vainqueur(s) | Finale(s) perdue(s) (éditions) | Entraîneur(s) vaincu(s) |
| ---- | -------- | ---------------------- | -------------------------- | ------------------------------ | ----------------------- |
| 1    | Italie   | 1 (2025)               | Enzo Maresca               | 2 (2023, 2024)                 | Vincenzo Italiano       |
| 2    | Portugal | 1 (2022)               | José Mourinho              | 0                              | —                       |
| 2    | Écosse   | 1 (2023)               | David Moyes                | 0                              | —                       |
| 2    | Espagne  | 1 (2024)               | José Luis Mendilibar       | 0                              | —                       |
| 3    | Pays-Bas | 0                      | —                          | 1 (2022)                       | Arne Slot               |
| 3    | Chili    | 0                      | —                          | 1 (2025)                       | Manuel Pellegrini       |

### Supercoupe de l'UEFA

#### Palmarès par entraîneur
| Rang | Entraîneur           | Victoire(s) (éditions)           | Club(s)                                    | Finale(s) perdue(s) (éditions) | Club(s)                            |
| ---- | -------------------- | -------------------------------- | ------------------------------------------ | ------------------------------ | ---------------------------------- |
| 1    | Carlo Ancelotti      | 5 (2003, 2007, 2014, 2022, 2024) | AC Milan Real Madrid                       | 0                              | —                                  |
| 2    | Pep Guardiola        | 4 (2009, 2011, 2013, 2023)       | FC Barcelone Bayern Munich Manchester City | 0                              | —                                  |
| 3    | Alex Ferguson        | 2 (1983, 1991)                   | Aberdeen Manchester United                 | 2 (1999, 2008)                 | Manchester United                  |
| 3    | Raymond Goethals     | 2 (1976, 1978)                   | Anderlecht                                 | 0                              | —                                  |
| 3    | Louis van Gaal       | 2 (1995, 1997)                   | Ajax Amsterdam FC Barcelone                | 0                              | —                                  |
| 3    | Arrigo Sacchi        | 2 (1989, 1990)                   | AC Milan                                   | 0                              | —                                  |
| 3    | Zinédine Zidane      | 2 (2016, 2017)                   | Real Madrid                                | 0                              | —                                  |
| 3    | Diego Simeone        | 2 (2012, 2018)                   | Atlético Madrid                            | 0                              | —                                  |
| 3    | Luis Enrique         | 2 (2015, 2025)                   | FC Barcelone Paris Saint-Germain           | 0                              | —                                  |
| 4    | Johan Cruijff        | 1 (1992)                         | FC Barcelone                               | 2 (1987, 1989)                 | Ajax Amsterdam FC Barcelone        |
| 4    | Valeri Lobanovski    | 1 (1975)                         | Dynamo Kiev                                | 1 (1986)                       | Dynamo Kiev                        |
| 4    | Bob Paisley          | 1 (1977)                         | Liverpool                                  | 1 (1978)                       | Liverpool                          |
| 4    | Brian Clough         | 1 (1979)                         | Nottingham Forest                          | 1 (1980)                       | Nottingham Forest                  |
| 4    | Fabio Capello        | 1 (1994)                         | AC Milan                                   | 1 (1993)                       | AC Milan                           |
| 4    | Mircea Lucescu       | 1 (2000)                         | Galatasaray                                | 1 (2009)                       | Chakhtar Donetsk                   |
| 4    | Vicente del Bosque   | 1 (2002)                         | Real Madrid                                | 1 (2000)                       | Real Madrid                        |
| 4    | Rafael Benítez       | 1 (2005)                         | Liverpool                                  | 1 (2010)                       | Inter                              |
| 4    | Juande Ramos         | 1 (2006)                         | Séville FC                                 | 1 (2007)                       | Séville FC                         |
| 4    | George Knobel        | 1 (1973)                         | Ajax Amsterdam                             | 0                              | —                                  |
| 4    | Pasieguito           | 1 (1980)                         | Valence                                    | 0                              | —                                  |
| 4    | Tony Barton          | 1 (1982)                         | Aston Villa                                | 0                              | —                                  |
| 4    | Giovanni Trapattoni  | 1 (1984)                         | Juventus                                   | 0                              | —                                  |
| 4    | Anghel Iordănescu    | 1 (1986)                         | Steaua Bucarest                            | 0                              | —                                  |
| 4    | Tomislav Ivić        | 1 (1987)                         | FC Porto                                   | 0                              | —                                  |
| 4    | Aad de Mos           | 1 (1988)                         | FC Malines                                 | 0                              | —                                  |
| 4    | Nevio Scala          | 1 (1993)                         | Parme FC                                   | 0                              | —                                  |
| 4    | Marcello Lippi       | 1 (1996)                         | Juventus                                   | 0                              | —                                  |
| 4    | Gianluca Vialli      | 1 (1998)                         | Chelsea                                    | 0                              | —                                  |
| 4    | Sven-Göran Eriksson  | 1 (1999)                         | Lazio                                      | 0                              | —                                  |
| 4    | Gérard Houllier      | 1 (2001)                         | Liverpool                                  | 0                              | —                                  |
| 4    | Claudio Ranieri      | 1 (2004)                         | Valence                                    | 0                              | —                                  |
| 4    | Dick Advocaat        | 1 (2008)                         | Zénith Saint-Pétersbourg                   | 0                              | —                                  |
| 4    | Quique Flores        | 1 (2010)                         | Atlético Madrid                            | 0                              | —                                  |
| 4    | Jürgen Klopp         | 1 (2019)                         | Liverpool                                  | 0                              | —                                  |
| 4    | Hansi Flick          | 1 (2020)                         | Bayern Munich                              | 0                              | —                                  |
| 4    | Thomas Tuchel        | 1 (2021)                         | Chelsea                                    | 0                              | —                                  |
| 5    | José Mourinho        | 0                                | —                                          | 3 (2003, 2013, 2017)           | FC Porto Chelsea Manchester United |
| 5    | Unai Emery           | 0                                | —                                          | 3 (2014, 2015, 2021)           | Séville FC Villarreal              |
| 5    | Dettmar Cramer       | 0                                | —                                          | 2 (1975, 1976)                 | Bayern Munich                      |
| 5    | Guus Hiddink         | 0                                | —                                          | 2 (1988, 1998)                 | PSV Eindhoven Real Madrid          |
| 5    | Víctor Fernández     | 0                                | —                                          | 2 (1995, 2004)                 | Real Saragosse FC Porto            |
| 5    | Julen Lopetegui      | 0                                | —                                          | 2 (2018, 2020)                 | Real Madrid Séville FC             |
| 5    | Cesare Maldini       | 0                                | —                                          | 1 (1973)                       | AC Milan                           |
| 5    | Özcan Arkoç          | 0                                | —                                          | 1 (1977)                       | Hambourg SV                        |
| 5    | Joaquim Rifé         | 0                                | —                                          | 1 (1979)                       | FC Barcelone                       |
| 5    | Udo Lattek           | 0                                | —                                          | 1 (1982)                       | FC Barcelone                       |
| 5    | Ernst Happel         | 0                                | —                                          | 1 (1983)                       | Hambourg SV                        |
| 5    | Joe Fagan            | 0                                | —                                          | 1 (1984)                       | Liverpool                          |
| 5    | Vujadin Boškov       | 0                                | —                                          | 1 (1990)                       | Sampdoria                          |
| 5    | Vladica Popović      | 0                                | —                                          | 1 (1991)                       | Étoile rouge de Belgrade           |
| 5    | Otto Rehhagel        | 0                                | —                                          | 1 (1992)                       | Werder Brême                       |
| 5    | George Graham        | 0                                | —                                          | 1 (1994)                       | Arsenal                            |
| 5    | Ricardo Gomes        | 0                                | —                                          | 1 (1996)                       | Paris Saint-Germain                |
| 5    | Michael Skibbe       | 0                                | —                                          | 1 (1997)                       | Borussia Dortmund                  |
| 5    | Ottmar Hitzfeld      | 0                                | —                                          | 1 (2001)                       | Bayern Munich                      |
| 5    | Bert van Marwijk     | 0                                | —                                          | 1 (2002)                       | Feyenoord                          |
| 5    | Valeri Gazzaev       | 0                                | —                                          | 1 (2005)                       | CSKA Moscou                        |
| 5    | Frank Rijkaard       | 0                                | —                                          | 1 (2006)                       | FC Barcelone                       |
| 5    | Vítor Pereira        | 0                                | —                                          | 1 (2011)                       | FC Porto                           |
| 5    | Roberto Di Matteo    | 0                                | —                                          | 1 (2012)                       | Chelsea                            |
| 5    | Jorge Sampaoli       | 0                                | —                                          | 1 (2016)                       | Séville FC                         |
| 5    | Frank Lampard        | 0                                | —                                          | 1 (2019)                       | Chelsea                            |
| 5    | Oliver Glasner       | 0                                | —                                          | 1 (2022)                       | Eintracht Francfort                |
| 5    | José Luis Mendilibar | 0                                | —                                          | 1 (2023)                       | Séville FC                         |
| 5    | Gian Piero Gasperini | 0                                | —                                          | 1 (2024)                       | Atalanta                           |
| 5    | Thomas Frank         | 0                                | —                                          | 1 (2025)                       | Tottenham Hotspur                  |

#### Palmarès par nations des entraîneurs
| Rang | Pays             | Victoire(s) (éditions)                                                            | Entraîneur(s) vainqueur(s) | Finale(s) perdue(s) (éditions)                                              | Entraîneur(s) vaincu(s) |
| ---- | ---------------- | --------------------------------------------------------------------------------- | --- | --------------------------------------------------------------------------- | --- |
| 1    | Italie           | 13 (1984, 1989, 1990, 1993, 1994, 1996, 1998, 2003, 2004, 2007, 2014, 2022, 2024) | Carlo Ancelotti, Fabio Capello, Marcello Lippi, Claudio Ranieri, Arrigo Sacchi, Nevio Scala, Giovanni Trapattoni, Gianluca Vialli | 4 (1973, 1993, 2012, 2024)                                                  | Fabio Capello, Roberto Di Matteo, Gian Piero Gasperini, Cesare Maldini                                                              |
| 2    | Espagne          | 11 (1980, 2002, 2005, 2006, 2009, 2010, 2011, 2013, 2015, 2023, 2025)             | Rafael Benítez, Vicente del Bosque, Luis Enrique, Quique Flores, Pep Guardiola, Pasieguito, Juande Ramos                          | 12 (1979, 1995, 2000, 2004, 2007, 2010, 2014, 2015, 2018, 2020, 2021, 2023) | Rafael Benítez, Vicente del Bosque, Unai Emery, Víctor Fernández, Julen Lopetegui, José Luis Mendilibar, Juande Ramos, Joaquim Rifé |
| 3    | Pays-Bas         | 6 (1973, 1988, 1992, 1995, 1997, 2008)                                            | Dick Advocaat, Johan Cruijff, Aad de Mos, George Knobel, Louis van Gaal                                                           | 6 (1987, 1988, 1989, 1998, 2002, 2006)                                      | Johan Cruijff, Guus Hiddink, Frank Rijkaard, Bert van Marwijk                                                                       |
| 4    | Allemagne        | 3 (2019, 2020, 2021)                                                              | Hansi Flick, Jürgen Klopp, Thomas Tuchel                                                                                          | 6 (1975, 1976, 1982, 1992, 1997, 2001)                                      | Dettmar Cramer, Ottmar Hitzfeld, Udo Lattek, Otto Rehhagel, Michael Skibbe                                                          |
| 5    | Angleterre       | 3 (1977, 1979, 1982)                                                              | Tony Barton, Brian Clough, Bob Paisley                                                                                            | 4 (1978, 1980, 1984, 2019)                                                  | Brian Clough, Joe Fagan, Frank Lampard, Bob Paisley                                                                                 |
| 6    | France           | 3 (2001, 2016, 2017)                                                              | Gérard Houllier, Zinédine Zidane                                                                                                  | 0                                                                           | — |
| 7    | Écosse           | 2 (1983, 1991)                                                                    | Alex Ferguson | 3 (1994, 1999, 2008)                                                        | Alex Ferguson, George Graham |
| 8    | Roumanie         | 2 (1986, 2000)                                                                    | Anghel Iordănescu, Mircea Lucescu                                                                                                 | 1 (2009)                                                                    | Mircea Lucescu |
| 9    | Argentine        | 2 (2012, 2018)                                                                    | Diego Simeone | 1 (2016)                                                                    | Jorge Sampaoli |
| 10   | Belgique         | 2 (1976, 1978)                                                                    | Raymond Goethals | 0                                                                           | — |
| 11   | Ukraine          | 1 (1975)                                                                          | Valeri Lobanovski | 1 (1986)                                                                    | Valeri Lobanovski |
| 12   | Croatie          | 1 (1987)                                                                          | Tomislav Ivić | 0                                                                           | — |
| 12   | Suède            | 1 (1999)                                                                          | Sven-Göran Eriksson | 0                                                                           | — |
| 14   | Portugal         | 0                                                                                 | — | 4 (2003, 2011, 2013, 2017)                                                  | José Mourinho, Vítor Pereira |
| 15   | Serbie           | 0                                                                                 | — | 2 (1990, 1991)                                                              | Vujadin Boškov, Vladica Popović |
| 15   | Autriche         | 0                                                                                 | — | 2 (1983, 2022)                                                              | Oliver Glasner, Ernst Happel |
| 17   | Turquie          | 0                                                                                 | — | 1 (1977)                                                                    | Özcan Arkoç |
| 17   | Brésil           | 0                                                                                 | — | 1 (1996)                                                                    | Ricardo Gomes |
| 17   | Russie           | 0                                                                                 | — | 1 (2005)                                                                    | Valeri Gazzaev |
| 17   | Danemark         | 0                                                                                 | — | 1 (2025)                                                                    | Thomas Frank |
| —    | Yougoslavie      | 1 (1987)                                                                          | Tomislav Ivić | 2 (1990, 1991)                                                              | Vujadin Boškov, Vladica Popović |
| —    | Union soviétique | 1 (1975)                                                                          | Valeri Lobanovski | 1 (1986)                                                                    | Valeri Lobanovski |

## Entraîneurs vainqueurs de plusieurs compétitions
| Rang | Entraîneur           | Victoire(s) C1 (éditions)        | Victoire(s) C2 (éditions) | Victoire(s) C3 (éditions) | Victoire(s) C4 (éditions) | Victoire(s) Supercoupe (éditions) | Total |
| ---- | -------------------- | -------------------------------- | ------------------------- | ------------------------- | ------------------------- | --------------------------------- | ----- |
| 1    | Carlo Ancelotti      | 5 (2003, 2007, 2014, 2022, 2024) | 0                         | 0                         | 0                         | 5 (2003, 2007, 2014, 2022, 2024)  | 10    |
| 2    | Pep Guardiola        | 3 (2009, 2011, 2023)             | 0                         | 0                         | 0                         | 4 (2009, 2011, 2013, 2023)        | 7     |
| 3    | Alex Ferguson        | 2 (1999, 2008)                   | 2 (1983, 1991)            | 0                         | 0                         | 2 (1999, 2008)                    | 6     |
| 3    | Giovanni Trapattoni  | 1 (1985)                         | 1 (1984)                  | 3 (1977, 1991, 1993)      | 0                         | 1 (1984)                          | 6     |
| 4    | Bob Paisley          | 3 (1977, 1978, 1981)             | 0                         | 1 (1976)                  | 0                         | 1 (1977)                          | 5     |
| 4    | Zinédine Zidane      | 3 (2016, 2017, 2018)             | 0                         | 0                         | 0                         | 2 (2016, 2017)                    | 5     |
| 4    | José Mourinho        | 2 (2004, 2010)                   | 0                         | 2 (2003, 2017)            | 1 (2022)                  | 0                                 | 5     |
| 5    | Nereo Rocco          | 2 (1962, 1969)                   | 2 (1968, 1973)            | 0                         | 0                         | 0                                 | 4     |
| 5    | Arrigo Sacchi        | 2 (1989, 1990)                   | 0                         | 0                         | 0                         | 2 (1989, 1990)                    | 4     |
| 5    | Luis Enrique         | 2 (2015, 2025)                   | 0                         | 0                         | 0                         | 2 (2015, 2025)                    | 4     |
| 5    | Johan Cruijff        | 1 (1992)                         | 2 (1987, 1989)            | 0                         | 0                         | 1 (1992)                          | 4     |
| 5    | Raymond Goethals     | 1 (1993)                         | 1 (1978)                  | 0                         | 0                         | 2 (1976, 1978)                    | 4     |
| 5    | Rafael Benítez       | 1 (2005)                         | 0                         | 2 (2004, 2013)            | 0                         | 1 (2005)                          | 4     |
| 5    | Louis van Gaal       | 1 (1995)                         | 0                         | 1 (1992)                  | 0                         | 2 (1995, 1997)                    | 4     |
| 5    | Diego Simeone        | 0                                | 0                         | 2 (2012, 2018)            | 0                         | 2 (2012, 2018)                    | 4     |
| 6    | José Villalonga      | 2 (1956, 1957)                   | 1 (1962)                  | 0                         | 0                         | 0                                 | 3     |
| 6    | Brian Clough         | 2 (1979, 1980)                   | 0                         | 0                         | 0                         | 1 (1979)                          | 3     |
| 6    | Vicente del Bosque   | 2 (2000, 2002)                   | 0                         | 0                         | 0                         | 1 (2002)                          | 3     |
| 6    | Udo Lattek           | 1 (1974)                         | 1 (1982)                  | 1 (1979)                  | 0                         | 0                                 | 3     |
| 6    | Valeri Lobanovski    | 0                                | 2 (1975, 1986)            | 0                         | 0                         | 1 (1975)                          | 3     |
| 6    | Nevio Scala          | 0                                | 1 (1993)                  | 1 (1995)                  | 0                         | 1 (1993)                          | 3     |
| 6    | Sven-Göran Eriksson  | 0                                | 1 (1999)                  | 1 (1982)                  | 0                         | 1 (1999)                          | 3     |
| 6    | Juande Ramos         | 0                                | 0                         | 2 (2006, 2007)            | 0                         | 1 (2006)                          | 3     |
| 7    | Tony Barton          | 1 (1982)                         | 0                         | 0                         | 0                         | 1 (1982)                          | 2     |
| 7    | Fabio Capello        | 1 (1994)                         | 0                         | 0                         | 0                         | 1 (1994)                          | 2     |
| 7    | Marcello Lippi       | 1 (1996)                         | 0                         | 0                         | 0                         | 1 (1996)                          | 2     |
| 7    | Jürgen Klopp         | 1 (2019)                         | 0                         | 0                         | 0                         | 1 (2019)                          | 2     |
| 7    | Hansi Flick          | 1 (2020)                         | 0                         | 0                         | 0                         | 1 (2020)                          | 2     |
| 7    | Thomas Tuchel        | 1 (2021)                         | 0                         | 0                         | 0                         | 1 (2021)                          | 2     |
| 7    | Bill Nicholson       | 0                                | 1 (1963)                  | 1 (1972)                  | 0                         | 0                                 | 2     |
| 7    | Bobby Robson         | 0                                | 1 (1997)                  | 1 (1981)                  | 0                         | 0                                 | 2     |
| 7    | Aad de Mos           | 0                                | 1 (1988)                  | 0                         | 0                         | 1 (1988)                          | 2     |
| 7    | Gianluca Vialli      | 0                                | 1 (1998)                  | 0                         | 0                         | 1 (1998)                          | 2     |
| 7    | Gérard Houllier      | 0                                | 0                         | 1 (2001)                  | 0                         | 1 (2001)                          | 2     |
| 7    | Dick Advocaat        | 0                                | 0                         | 1 (2008)                  | 0                         | 1 (2008)                          | 2     |
| 7    | Mircea Lucescu       | 0                                | 0                         | 1 (2009)                  | 0                         | 1 (2000)                          | 2     |
| 7    | Quique Flores        | 0                                | 0                         | 1 (2010)                  | 0                         | 1 (2010)                          | 2     |
| 7    | José Luis Mendilibar | 0                                | 0                         | 1 (2023)                  | 1 (2024)                  | 0                                 | 2     |

## Palmarès par nations toutes compétitions confondues
| Rang | Pays               | Victoire(s) | Finale(s) perdue(s) |
| ---- | ------------------ | ----------- | ------------------- |
| 1    | Italie             | 43          | 28                  |
| 2    | Espagne            | 41          | 28                  |
| 3    | Allemagne          | 23          | 25                  |
| 4    | Pays-Bas           | 21          | 17                  |
| 5    | Angleterre         | 20          | 15                  |
| 6    | Écosse             | 12          | 12                  |
| 7    | France             | 10          | 12                  |
| 8    | Portugal           | 8           | 12                  |
| 9    | Argentine          | 6           | 9                   |
| 9    | Roumanie           | 6           | 3                   |
| 11   | Belgique           | 5           | 5                   |
| 12   | Suède              | 4           | 2                   |
| 13   | Autriche           | 3           | 10                  |
| 14   | Hongrie            | 3           | 5                   |
| 15   | Ukraine            | 3           | 2                   |
| 16   | Serbie             | 2           | 6                   |
| 17   | Croatie            | 2           | 1                   |
| 18   | Russie             | 1           | 2                   |
| 19   | Turquie            | 1           | 1                   |
| 20   | Slovaquie          | 1           | 0                   |
| 20   | Géorgie            | 1           | 0                   |
| 20   | Australie          | 1           | 0                   |
| 23   | Brésil             | 0           | 3                   |
| 24   | Irlande du Nord    | 0           | 2                   |
| 24   | Chili              | 0           | 2                   |
| 26   | Bosnie-Herzégovine | 0           | 1                   |
| 26   | Pologne            | 0           | 1                   |
| 26   | Tchéquie           | 0           | 1                   |
| 26   | Luxembourg         | 0           | 1                   |
| 26   | Israël             | 0           | 1                   |
| 26   | Norvège            | 0           | 1                   |
| 26   | Danemark           | 0           | 1                   |
| —    | Yougoslavie        | 4           | 8                   |
| —    | URSS               | 4           | 2                   |
| —    | Tchécoslovaquie    | 1           | 1                   |